# Heilig Bloedkerk
De Heilig Bloedkerk (Duits: Wunderblutkirche) of Sint-Nicolaaskerk (St. Nikolai) in Bad Wilsnack was tot het midden van de 16e eeuw een belangrijke bedevaartkerk en is tegenwoordig het protestantse godshuis van de kuurstad.

## Het wonder van het Heilig Bloed

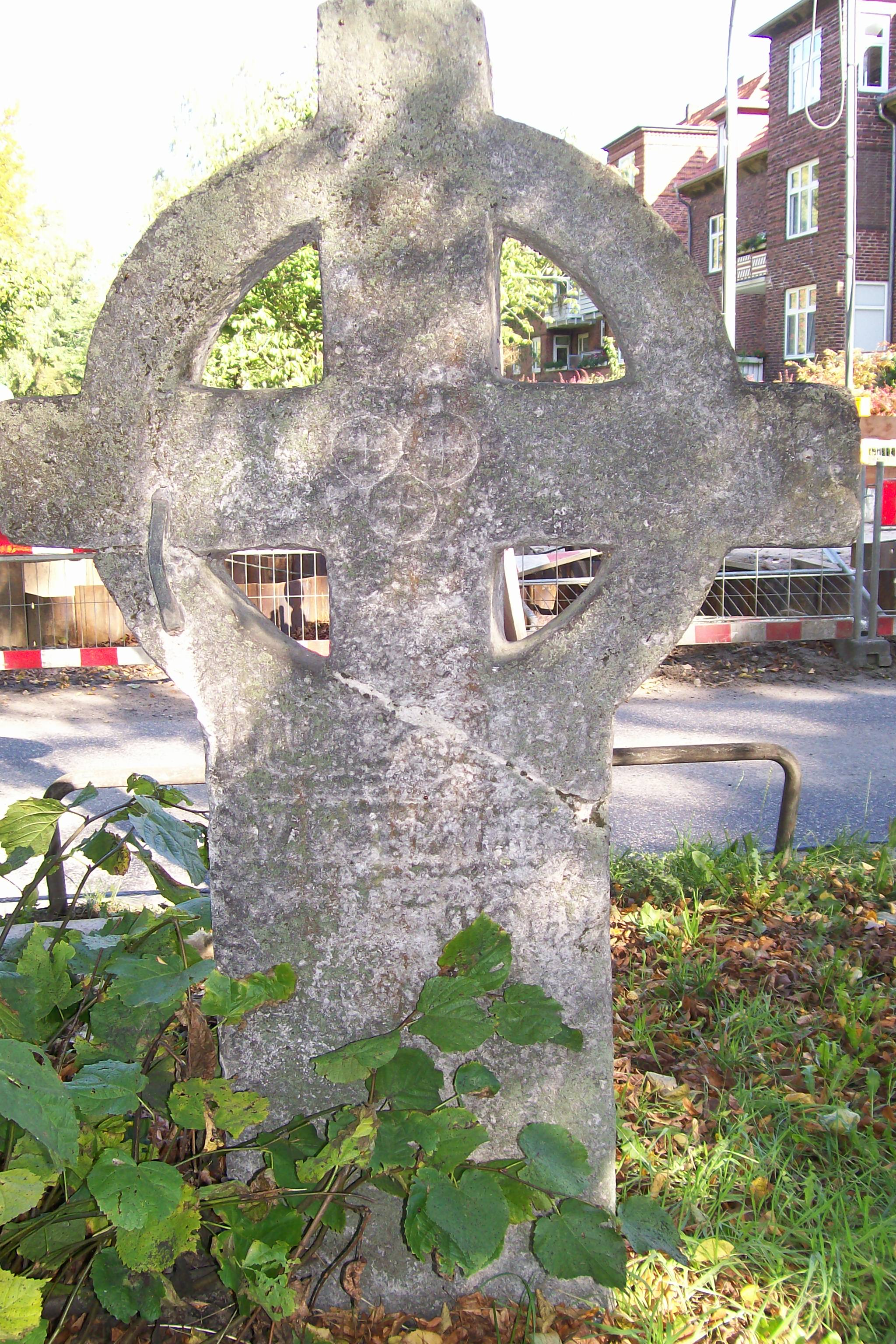
Een wegkruis in Lübeck langs de pelgrimsroute naar Wilsnach

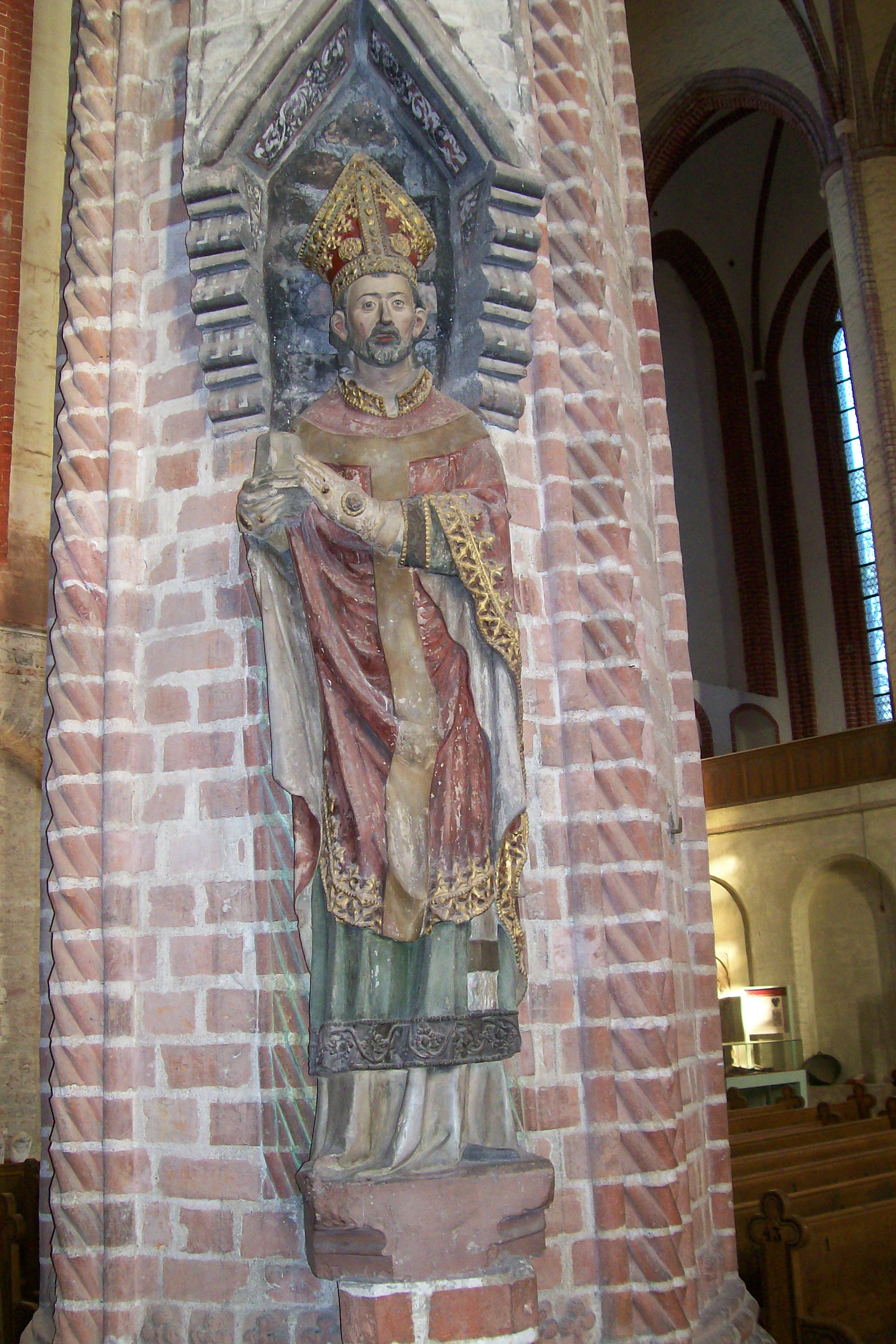
beeld van bisschop Johann Wöpelitz

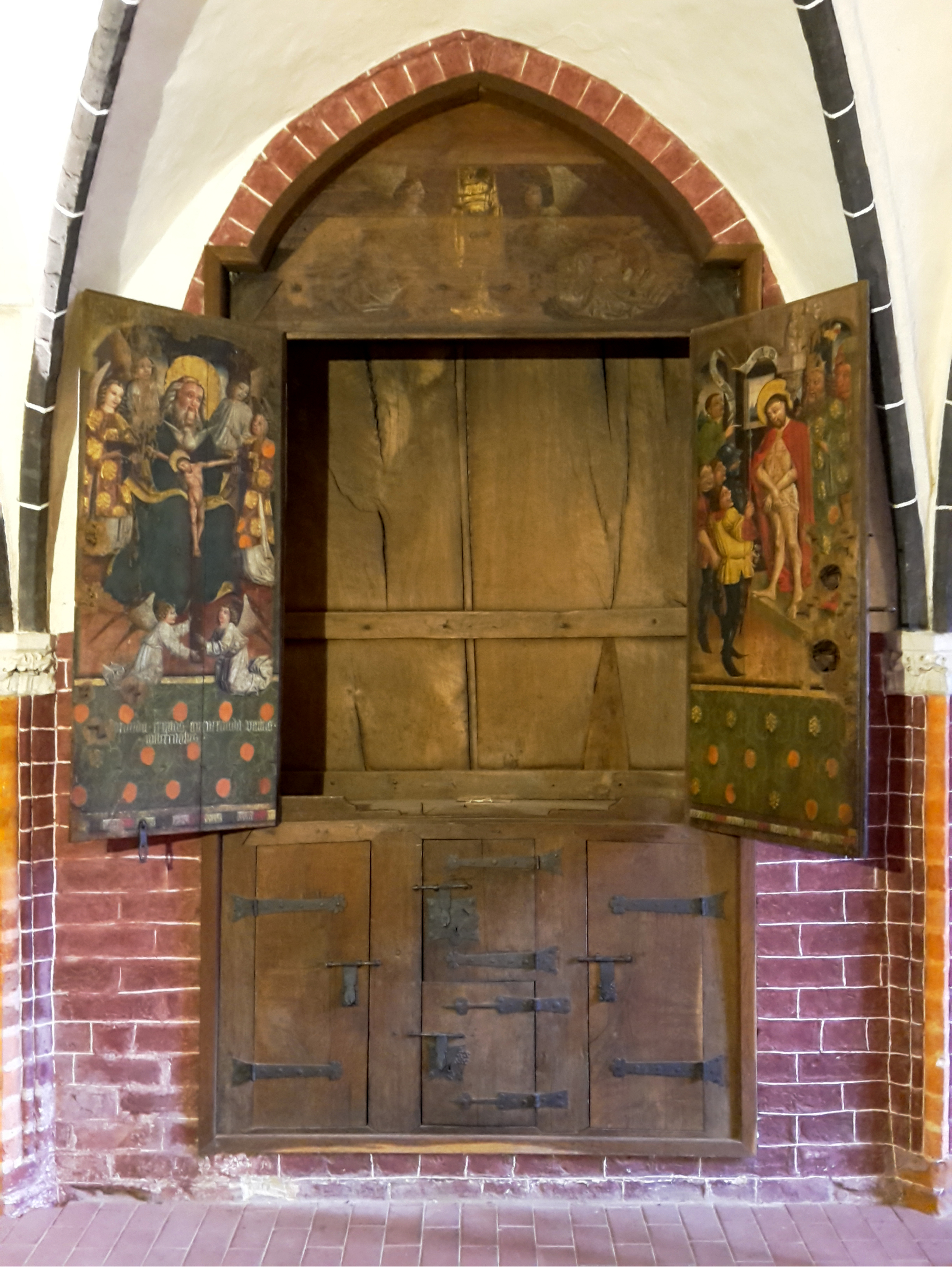
de houten schrijn

De monumentale kerk is onlosmakelijk verbonden met een middeleeuws Heilig Bloed-mirakel. Nadat in 1383 troepen van Hendrik van Bülow vanwege een geschil met de bisschop van Havelberg Wilsnack plunderden en zowel het dorp als de kerk in brand staken, vond priester Johannes Cabbuz tijdens een inspectie van de kerkruïne drie ongeschonden hosties met bloeddruppels. Met de vaststelling van de Franciscaanse monnik Johannes Kannemann dat de rode vlekken op de hosties zonder twijfel duiden op het bloed van Christus zelf was de Heilig Bloedlegende van Wilsnack geboren. De universitair gevormde domproost van Maagdenburg, Heinrich Tocke, was echter de rotsvaste mening toegedaan dat Christus tijdens de opstanding al Zijn vergoten bloed op aarde weer tot Zich had genomen. Na een bezoek aan de kerk in 1443 schreef de domproost dat hij de bedorven hosties in zijn hand had gehouden en er niets meer van een rode kleur te bespeuren viel. 
De kritische bevindingen van Heinrich Tocke en zijn conclusie dat er sprake was van bijgeloof vonden echter geen weerklank bij het vrome volk.  Als een lopend vuurtje verspreidde het verhaal over de hosties met het Heilig Bloed zich tot ver over de grenzen en binnen korte tijd waren de straten van Wilsnack gevuld met drommen pelgrims uit de Nederlanden, Scandinavië, de Britse eilanden, Polen en Hongarije. Het Santiago van Noord-Europa werd in de 15e eeuw de bestemming van een van de grootste pelgrimsstromen van de late middeleeuwen in het Avondland.

## Geschiedenis van de kerk
Nadat Wilsnack in 1384 de eerste aflaatbrief van paus Urbanus VI kreeg, werd er begonnen met de wederopbouw van de afgebrande kerk als bedevaartkerk. Elke mijl naar de bedevaartkerk was goed voor één aflaat. De kerk werd door de grote stroom pelgrims al spoedig te klein. Vermoedelijk werd omstreeks 1450 begonnen met de vergroting van de kerk door de bouw van een drie traveeën diep koor met vijfzijdige afsluiting. Tien jaar later werd het veertig meter brede transept gebouwd. De oorspronkelijke omgang met een kapellenkrans tussen de steunberen heeft de tand des tijds niet doorstaan. 
Meer dan 170 jaar lang pelgrimeerden honderdduizenden bedevaartgangers naar Wilsnack om de relieken van het Heilig Bloed te bezoeken. Zelfs na de invoering van de hervorming in de Mark Brandenburg (1539) bleven de pelgrims komen en in de kerk vonden naast protestantse diensten nog steeds katholieke missen plaats. Dit was echter zeer tegen de zin van de protestantse predikant en daarom liet hij de resten van de bloedhosties in 1552 verbranden. Hiermee kwam aan de bedevaart naar Wilsnack een einde. In eerste instantie liet het domkapitel de predikant in hechtenis nemen, maar deze werd in opdracht van keurvorst Joachim II vrijgelaten en vervolgens het land uitgezet. 
In 1806 werd Wilsnack door Franse troepen bezet; de kerk werd door de troepen als lazaret in gebruik genomen. Omdat het grote altaar in het hoogkoor te ver van de gemeente verwijderd stond, werd er in 1825 in de kerk een klein altaar gebouwd. In opdracht van kroonprins Frederik werden in 1881 de gebrandschilderde vensters gerestaureerd. 
De kerk was het toneel van politieke acties in de jaren 1989-1990. Vanaf oktober 1989 verzamelden zich elke maandag steeds ongeveer duizend mensen voor het vredesgebed. Zoals ook in andere steden van de DDR vond er aansluitend een fakkeloptocht plaats. De eerste burgemeester na die Wende, Dietrich Grappa, werd in mei 1990 in de kerk gekozen.

## Architectuur en inrichting van de kerk
De kerk is als drieschepige hallenkerk in de stijl van de Noord-Duitse baksteengotiek gebouwd. Het korte, onvoltooide kerkschip van drie traveeën sluit in het eerste travee de rechthoekige toren van de voorgangerkerk in. De toren zelf wordt door een dakruiter bekroond. Tussen het kerkschip en het koor ligt het veertig meter brede dwarsschip. De Heilig Bloedkapel bevindt zich aan het zuidelijke deel van het dwarsschip. Het koor heeft een 5/10 afsluiting.
Bewaard bleven een aantal middeleeuwse vensters in het koor en het noordelijke transept; ze behoren naast die van de Mariakerk in Frankfurt aan de Oder tot de meest omvangrijke middeleeuwse collectie gebrandschilderde ramen van Brandenburg. Uit een Nederlandse schenking van 1461 stamt een deel van het venster in het noordelijke transept./ Van de oorspronkelijk 80 door Zweer van Opbueren Wesselsz gebrandschilderde velden bleven er 26 bewaard.
Het hoogaltaar is niet origineel, maar werd uit ten minste drie middeleeuwse retabels samengesteld. Het middelste deel toont Maria omgeven door de twaalf apostelen. Het bovenste deel toont de Heilige Maagd te midden van de veertien noodhelpers. Centraal in het onderste vijfdelige retabel staat een Madonna op een maansikkel, geflankeerd door bustes van vrouwelijke heiligen, een monnik en een bisschop.
Aan een pijler in het noordelijke transept staat een 14e-eeuws zandstenen beeld van Johann Wöpelitz, bisschop van het bisdom Havelberg van 1385 tot 1401. Vermoedelijk is dit oorspronkelijk een beeld van de schutspatroon Sint-Nicolaas, dat later werd geherinterpreteerd als een representatie van bisschop Wölpenitz. In het koor bevindt zich aan een vieringspijler in een nis het beeld van Maria met Jezus als een jongen uit de 15e eeuw. Het kelkvormige doopvont is van acht wapenschilden voorzien met de wapens van bisschop Wöpelitz en de bisdommen Havelberg, Lebus en Brandenburg. De kansel is 17e-eeuws. De vier kandelaren in het koor herinneren aan de Hongaarse pelgrims. De kerk bezit bovendien diverse epitafen. 

## De Heilig Bloedkapel
Het uiteindelijke doel van de pelgrims was de Heilig Bloedkapel, een aanbouw aan de zuidelijke transeptarm van de kerk. De schrijn is het belangrijkste kunstwerk van Wilsnack en dateert uit het midden van de 15e eeuw. De buitenkant van de houten deuren werden beschilderd met de Gregoriusmis met het visioen van paus Gregorius I (590-604) tijdens de viering van de mis; op de binnenkant van de deuren is op de linker deur een genadestoel en op de rechter deur de bespotting van Christus te zien. In de boog boven de deuren presenteren twee engelen een monstrans. Bij het verlaten van de kapel valt de blik op een tegenover liggende muurschildering van Sint-Christoffel die het Jezuskind over een waterstroom draagt. Sint-Christoffel is de schutspatroon van pelgrims en reizigers.  
Na de reformatie werd de kapel als grafkelder voor een protestantse patronaatsfamilie gebruikt. In 1952 werden de graven naar de grafkelder onder het koor verplaatst, de Heilig Bloedkapel werd gerenoveerd en weer toegankelijk gemaakt. In 1992 volgde nog een renovatie en werd de kapel van een nieuwe vloer voorzien. 

## Trivia
Tot de vele pelgrims behoorde in 1433 de Engelse mysticus Margery Kempe. Zij beschreef haar pelgrimsreis in haar autobiografisch geschrift The Book of Margery Kempe.